# Echinger Stausee
Der Echinger Stausee ist ein Stausee bei Eching im niederbayerischen Landkreis Landshut.

## Lage
Der Echinger Stausee liegt im Westen von Eching und wird vom Mittlere-Isar-Kanal gespeist. Die Isar fließt nördlich am Stausee vorbei.

## Geschichte
Der 1929 aufgestaute Echinger Stausee bildet das Endglied der Kraftwerkstreppe Mittlere-Isar-Kanal, die von 1921 bis 1929 im Rahmen staatlich geförderter Notstandsmaßnahmen zwischen München und Landshut zur Stromerzeugung angelegt wurde. Das Wasser des Kanalsystems wird zunächst bei Oberföhring aus der Isar ausgeleitet und fließt nach einer Kette von Wasserkraftwerken unterhalb des Echinger Stausees wieder in diese zurück. Die beiden an den Mittleren Isarstauseen gelegenen Uppenbornwerke erzeugen jährlich etwa 150 Millionen Kilowattstunden Strom.
1982 wurde die Vogelfreistätte Mittlere Isarstauseen geschaffen, die den noch in Oberbayern gelegenen Moosburger Stausee und den Echinger Stausee umfasst. Die meist alle zwei Wochen ausgeführte Jagd auf Wasservögel wurde erst 1995 durch eine Ergänzung der Naturschutzgebietsverordnung verboten.

## Beschreibung
Der Echinger Stausee hat eine Fläche von 112 Hektar und ist nur etwa zwei Meter tief. Er wird im Norden durch die angrenzenden Auen und im Süden durch einen Sickergraben begrenzt. 
Der Stausee hat nicht zuletzt die Aufgabe, größere Schwankungen der in die Isar zurückzuleitenden Wassermengen auszugleichen, sodass das Werkwasser über das Kraftwerk Uppenborn II gleichmäßig in das Isarbett zurückfließt. Unter anderem aus dieser Funktion resultieren die relativ deutlich wechselnden Wasserpegel im See. Darüber hinaus besteht für den Betreiber der Stauseen und Kraftwerke, die Stadtwerke München (SWM), eine Verpflichtung zur wöchentlichen Zwischenspeicherung von etwa 1,5 Millionen Kubikmetern Wasser. Deshalb fallen in der Regel frühmorgens weite Flächen mit der Ausbildung von Schlamm- und Schlickflächen trocken.
Der See war im letzten Jahrhundert aufgrund der Abwasserbelastung aus dem Großraum München ein stark nährstoffhaltiges Gewässer. Er ist zu einem Drittel mit Schilfröhricht bestanden. Die Wassertiefen sind in den meisten Bereichen gering, lediglich der in der Mitte des Sees verlaufende Mittlere-Isar-Kanal ist mehrere Meter tief. 
Aufgrund der schwankenden Pegel, verbunden mit der permanenten Durchströmung des Sees, vereist die Wasserfläche nur in sehr strengen Wintern. Selbst bei −10 °C sind höchstens 30 % der Wasserfläche vereist. Für die hier überwinternden Wasservögel ist dies von großem Vorteil. 
Obwohl der schwankende Wasserspiegel für Brutvögel weniger günstig ist, hat der Echinger Stausee auch als Brutgebiet landesweite Bedeutung. Mehrere in Bayern im Bestand gefährdete oder vom Aussterben bedrohte Arten brüten hier. Zur Information wurde in der Ortschaft Eching ein Infohäuschen errichtet.